# Auxon-Dessus
Pour les articles homonymes, voir Auxon.
Auxon-Dessus est une ancienne commune française, faisant partie de la commune des Auxons, située dans le département du Doubs en région Franche-Comté.

## Toponymie
Ausonio en 1133 ; Ausum en 1178 ; Ausson-le-Chemin en 1281.
Le toponyme correspond à une racine hydronymique pré-celtique.

## Histoire
Lors de la guerre franco-allemande de 1870, le village fut l'enjeu d'un combat le 22 octobre 1870.
Le 1er janvier 2015, elle fusionne avec Auxon-Dessous, sous le régime juridique des communes nouvelles instauré par la loi no 2010-1563 du 16 décembre 2010 de réforme des collectivités territoriales pour former la commune nouvelle appelée Les Auxons.

## Politique et administration
| Période                                  | Période | Identité         | Étiquette | Qualité    |
| ---------------------------------------- | ------- | ---------------- | --------- | ---------- |
| Les données manquantes sont à compléter. |         |                  |           |            |
| avant 1981                               | ?       | Pierre Cretin    |           |            |
| 1995                                     |         | Jacqueline Saler |           |            |
| 2001                                     | 2015    | Serge Rutkowski  | DVD       | Commerçant |

## Démographie
L'évolution du nombre d'habitants est connue à travers les recensements de la population effectués dans la commune depuis 1793. À partir du 1er janvier 2009, les populations légales des communes sont publiées annuellement dans le cadre d'un recensement qui repose désormais sur une collecte d'information annuelle, concernant successivement tous les territoires communaux au cours d'une période de cinq ans. 
Pour les communes de moins de 10 000 habitants, une enquête de recensement portant sur toute la population est réalisée tous les cinq ans, les populations légales des années intermédiaires étant quant à elles estimées par interpolation ou extrapolation. Pour la commune, le premier recensement exhaustif entrant dans le cadre du nouveau dispositif a été réalisé en ,.
En 2012, la commune comptait 1 171 habitants.
| 1821 | 1831 | 1836 | 1841 | 1846 | 1851 | 1856 | 1861 | 1866 |
| ---- | ---- | ---- | ---- | ---- | ---- | ---- | ---- | ---- |
| 251  | 233  | 236  | 220  | 213  | 220  | 198  | 198  | 207  |

| 1872 | 1876 | 1881 | 1886 | 1891 | 1896 | 1901 | 1906 | 1911 |
| ---- | ---- | ---- | ---- | ---- | ---- | ---- | ---- | ---- |
| 193  | 202  | 203  | 203  | 219  | 193  | 183  | 176  | 202  |

| 1921 | 1926 | 1931 | 1936 | 1946 | 1954 | 1962 | 1968 | 1975 |
| ---- | ---- | ---- | ---- | ---- | ---- | ---- | ---- | ---- |
| 174  | 181  | 147  | 160  | 153  | 159  | 138  | 141  | 265  |

| 1982 | 1990 | 1999 | 2006  | 2008  | 2012  | - | - | - |
| ---- | ---- | ---- | ----- | ----- | ----- | - | - | - |
| 705  | 797  | 740  | 1 039 | 1 124 | 1 171 | - | - | - |

## Culture locale et patrimoine

### Lieux et monuments
- Église Saint-Pierre.

### Personnalités liées à la commune
- Eugène Tavernier - né le 18 décembre 1862, il fit une carrière de journaliste, spécialement rédacteur en chef du quotidien La Franche-Comté de 1887 à 1901. Il a aussi collaboré à la célèbre revue Les Gaudes et est l'auteur d'un ouvrage sur les Poètes Franc-comtois avant le XIXe siècle. Travaillant ensuite à L'indépendant Franc-comtois, puis critique à La Dépêche, il est élu membre associé de l'Académie de Besançon le 7 janvier 1907 et meurt dans cette ville le 3 août 1909[1].